# Ceraceosorales
Ceraceosorales är en ordning av svampar. Ceraceosorales ingår i klassen Exobasidiomycetes, divisionen basidiesvampar och riket svampar.
|                | Doassansiales                  |
|                |                                |
|                | Microstromatales               |
|                |                                |
|                | Exobasidiales                  |
|                |                                |
| Ceraceosorales | \| \| Ceraceosorus \| \| \| \| |
|                | \| \| Ceraceosorus \| \| \| \| |
|                | Georgefischeriales             |
|                |                                |
|                | Entylomatales                  |
|                |                                |
|                | Tilletiales                    |
|                |                                |
|                | Tilletiopsis                   |
|                |                                |
|                | Meira                          |
|                |                                |
|                | Acaromyces                     |
|                |                                |
|                | Ceraceosorus                   |
|                |                                |

|  | Ceraceosorus |
|  |              |